# 飯豐萬理江
飯豐萬理江（日语：／ Iitoyo Marie，1998年1月5日—），日本女模特兒、演員和歌手，出身於千葉縣，隸屬Avex Management事務所。其夫為演員高橋一生。

## 經歷
2008年7月，飯豐在歌手alan的單曲《懷念的未來～longing future～》中擔任合聲和演出PV而出道。同年10月12日，參加「avex kids×nicopuchi模特兒公開徵選活動」，在800人之中獲得冠軍。2009年，在4月號的《nicopuchi》雜誌中初次登場，並在6月（8月號）首次登上同雜誌封面。
2011年2月，取藝名「飯豊まりえ」（發音同本名）。同年，於6月號的《nicopuchi》中，正式自該雜誌的專屬模特兒身分畢業，並移籍至姊妹雜誌《nicola》，擔任其專屬模特兒，期間以平面模特兒為主要工作領域。2014年，自《nicopuchi》雜誌畢業，並零星參與電視劇的演出。同年7月1日，飯豐在官方BLOG公布正式成為知名雜誌《Seventeen》的專屬模特兒。
2016年7月，演出富士電視台月九連續劇《有喜歡的人》，2017年2月，演出電影《今天的吉良同學》。同年4月，初次主演電影《暗黑女子》；6月，與渡部篤郎雙掛主演野島伸司執筆的網路劇《爸爸活》，在片中的師生不倫戀對手戲引起話題。7月，參演的《居酒屋富士》和主演的《真的要去航海》陸續播出，非常罕見地在單季度中同時主演兩部劇集，知名度與曝光率升高。
2019年4月，確定出演安達寬高的首部長篇恐怖電影《白井》。
2024年5月16日，宣布與高橋一生結婚。

## 人物
家中獨生女。憧憬的模特兒是長谷川潤、鈴木惠美、 岸本聖紫瑠。

## 模特兒作品

### 型錄
- ナルミヤ・インターナショナル pom ponette junior（2010年 - ）形象模特兒
- セシール『cu-pop』（2011春號 - ）cu-popモデル
- ESS piu（2012年新春號 - ）
- 任天堂 キキトリック
- ニッセンホールディングス『プチベリー』（2012年夏號 - ）

### 雜誌
- nicopuchi（日语：ニコ☆プチ）（2009年4月号 - 2011年6月号，新潮社） - 專屬模特兒
- nicola（日语：ニコラ (雑誌)）（2011年6月号 - 2014年5月号，新潮社） - 專屬模特兒
- Seventeen（2014年9月号 - ，集英社） - 專屬模特兒

### 活動
- alan 3rd Single「懷念的未來～longing future～」フリーイベントバックコーラス（2008年）
- 『ニコ☆プチ×赤坂サカス　T-LOVE COLLECTION』（2009年）
- 福岡コレクション2010 『DoFamily』
- 阪急ガールズブログ 『シュガープリンセスルーム』 モデルオーディション
- めちゃモテ×ニコ☆プチ ガールズコレクション2010秋
- キラット☆エンタメチャレンジ・コンテスト
- ニコ☆プチJSガールズコレクション（2011年・2012年）
- ニコラ読者開放日（2011年 - ）
- point spring collection 2012（2012年2月21日）
- Girls Award 2012 A/W（2012年11月8日）
- point spring collection 2013（2013年2月20日）
- TOKYO GIRLS COLLECTION by girlswalker.com '13 S/S（2013年3月2日，國立代代木競技場）

## 戲劇作品

### 電視劇
- 世界奇妙物語（富士電視台） 
  - 2012年春季特別篇 家族（2012年4月21日） - 少女A（あかり）
  - 2014年春季特別篇 空想少女（2014年4月5日） - 土田恵美
  - 2017年秋季特別篇 夜之聲（2017年10月14日） - ユリ（YURI）
- 未來日記-ANOTHER:WORLD- 第2話（2012年4月28日，富士電視台）
- 花の冠（2012年9月、朝日電視台） - 長谷川千鶴
- 特別企画 リセット〜本当のしあわせの見つけ方〜（2012年9月30日、MBS）
- 幽靈女友（2013年4月 - 6月，關西電視台、富士電視台） - 矢澤舞
- 獸電戰隊強龍者（2013年7月14日 - 2014年2月9日，朝日電視台） - 彌生・烏爾謝德 / 強龍紫（二代）（聲）
- 太陽之罠（2013年11月30日 - 12月21日、NHK） - 濱莉奈
- S -最後的警官- 第5話（2014年，TBS電視台） - 加藤由真
- 羅漢柏三三七拍子（2014年7月15日 - 9月9日，富士電視台） - 藤巻美紀
- 信長協奏曲 第1話（2014年10月13日，富士電視台） - 亞里沙
- 學校的階梯（2015年1月10日 - 3月14日，日本電視台） - 伊吹玲奈
- 獻給阿爾吉儂的花束 第6話 - 最終話（2015年5月15日 - 6月12日，TBS電視台） - 白鳥花蓮
- NHK晨間劇 小希第133回 - 最終回（2015年8月31日 - 9月26日，NHK） - 沢沙耶
- 我們仍未知道那天所看見的花名。（2015年9月21日，富士電視台） - 鶴見知利子
- 無痛～診療之眼～第4回（2015年，富士電視台） - 瀬野愛莉
- MARS～只是愛著你（2016年1月24日 - 3月27日 ，日本電視台） - 麻生綺羅
- 極樂天使 第5話（2016年5月21日，日本電視台）- 江川利恵
- 有喜歡的人（2016年7月 - ，富士電視台） - 二宮風花
- 不便的便利屋 2016 初雪（2017年12月30日，東京電視台） - 桐谷梢
- 被討厭的勇氣（2017年1月 - 3月，富士電視台） - 間雁道子 
  - 被討厭的勇氣之小討厭相談室（日语：嫌われる勇気#スピンオフドラマ）（2017年1月 - 2月，富士電視台） - 間雁道子
- 其實並不在乎你 第1話（2017年4月18日，TBS電視台） - エリカ
- 真的要去航海（2017年7月3日 - 7月31日，MBS） - 主演‧坂本真鈴（與武田玲奈雙掛主演）[5]
  - 真的要去航海 (第二季)（2018年7月30日 - 9月3日，MBS）
- 居酒屋富士（日语：居酒屋ふじ）（2017年7月 - ，東京電視台） - 鯨井麻衣[6]
- 像青鳥之類（日语：ドラマ甲子園#テレビドラマ）（2017年10月，富士TWO） - 主演‧麻寺夏恋愛（第4回「ドラマ甲子園」受賞作）[7]
- 刑警弓神第4話（2017年11月2日，富士電視台） - 飯杉真澄
- 石礫～揭發外務省機密費的搜查二課的男人們～（日语：石つぶて_警視庁_二課刑事の残したもの）（2017年11月5日 - 12月24日，WOWOW） - 矢倉かすみ
- 赫爾先生～新娘的爸爸是名偵探（日语：ハルさん）（2017年12月3日，朝日電視台） - 春日部風里
- 電影少女 -VIDEO GIRL AI 2018-（2018年1月14日  - 3月4日，東京電視台） - 柴原奈奈美
  - 電影少女-VIDEO GIRL AI 2018- 「特別篇」（2019年1月18日，東京電視台）
- 花過天晴～花樣男子 Next Season～（2018年4月17日 - 6月26日，富士電視台） - 西留惠
- 毛骨悚然撞鬼經驗 夏季特別篇2018 「強行得到的容身之處」（2018年8月18日，富士電視台） - 中川朱音
- 熱愛太陽的人～1964那一天的帕拉林匹克運動會（2018年8月22日，NHK） - 岸本茜
- 熱舞啦啦隊 最終話（2018年9月14日，TBS） - 北澤麻友（特別出演）
- 誘拐法庭～七天～（日语：誘拐法廷〜セブンデイズ〜）（2018年10月7日，朝日電視台） - 小瀧杏奈
- 週休4日拜托了（週休4日でお願いします）（2019年3月29日，NHK） - 青木華[8]
- 白色巨塔（2019年5月22日 - 26日，朝日電視台）- 東佐枝子[9]
- 不能像遊戲那樣（日语：漫画みたいにいかない#遊戯みたいにいかない。） 第7話（2019年5月30日，日本電視台）-
- Sign～法醫學者 柚木貴志的事件～（2019年7月11日 - 9月12日，朝日電視台） - 中園景[10]
- 柳生一族的陰謀（日语：柳生一族の陰謀）（2020年4月11日，NHK BS Premium） - 柳生茜[11]
- 家政夫三田園 第4季（2020年4月24日 - 7月24日，朝日電視台） - 霧島舞[12]
- 夢見了那個女孩（日语：あのコの夢を見たんです。） 第4話（2020年10月24日，東京電視台） - [13]
- 將寄出這緣分 ～Mercari的真實故事～（日语：そのご縁、お届けします-メルカリであったほんとの話-）（2020年11月4日 - 12月9日，MBS・TBS） - 主演・黒江陸[14][15]
- 岸邊露伴一動也不動系列 - 主演・泉 京香
  - 岸邊露伴一動也不動（2020年12月28日 - 30日、NHK）[16][17]
  - 岸邊露伴一動也不動 第2期（2021年12月27日 - 29日，NHK）[18][19]
  - 岸邊露伴一動也不動 第3期（2022年12月26日・27日，NHK）[20]
- 與你在世界終結之日（2021年1月17日 - 3月21日，日本電視台） - 柊木佳奈惠[21]
  - 特別篇（2022年2月25日，日本電視台）
- 孤僻女的一人飯（日语：ひねくれ女のボッチ飯）（2021年7月2日 - 8月20日，東京電視台） - 主演・川本繼美[22]
- 擅入寄居者（WOWOW） - HAKO
  - Season1（2022年3月4日 - 4月8日）
  - Season2（2022年4月15日 - 5月20日）
- 為何認真戀愛？（2022年4月18日 - 6月20日，關西電視台・富士電視台） - 真山亞里紗
- Octo～感情搜查官 心野朱梨～（日语：オクトー 〜感情捜査官 心野朱梨〜）（日本電視台） - 主演・心野朱梨
  - Season1（2022年7月7日 - 9月8日）
  - Season2（2024年10月3日 - 12月12日）

### 網路劇
- 爸爸活（2017年6月26日開始配信，全8話。dTV、富士電視台網路平台） - 主演・杏里（與渡部篤郎雙掛主演）[23]
- Doctor_Y～外科医·加地秀樹～ 第2季（2017年9月26日－10月31日，au videopass / 朝日電視動畫） - 清水怜子
- 在只有我是17歲的世界（日语：僕だけが17歳の世界で）（2020年2月20日－4月2日，AbemaTV） - 主演・今野芽衣（與佐野勇斗雙掛主演）[24]
- 與你在世界終結之日（Hulu）- 柊木佳奈惠
  - Season2（2021年3月21日－4月25日）
  - Season3（2022年2月25日－4月1日）
- 天使心（待播預定，騰訊視頻、日本電視台）- 槙村香

### 舞台劇
- 東京俳優市場 2010春  第2話 ヒトカケラ（2010年4月30日 - 5月5日）岸田美月
- 東京俳優市場 2011冬  第3話 蕨(わらび)（2011年12月7日 - 11日）桃
- takufes第7彈「流星」（タクフェス第7弾「流れ星」，2019年10月12日－12月8日） 魔法使Marie[25]

### 電影
- 獸電戰隊強龍者 VS Go Busters 恐龍大決戰！ 再見永遠的朋友啊（2014年1月18日、東映） - 彌生・烏爾謝德 / 強龍紫（二代）（聲）
- 歸來的獸電戰隊強龍者 100 Years After（2014年6月20日、東映） - 彌生・烏爾謝德
- 烈車戰隊特急者 VS 強龍者 THE MOVIE（2015年1月17日、東映)  - 彌生・烏爾謝德 / 強龍紫（二代）（聲）
- MARS～只是愛著你～（2016年6月18日、Showgate） - 麻生綺羅
- 今天的吉良同學（2017年2月25日） - 岡村妮諾
- 暗黑女子（2017年4月1日，東映、Showgate） - 主演・白石逸美
- 新參者完結篇：當祈禱落幕時（2018年1月27日、東寶） - 淺居博美（年輕時）[26]
- 我的虎斑貓爸爸（2019年2月15日、Showgate） - ホワイテスト
- POKÉMON 名偵探皮卡丘 （2019年5月10日） - 露西（日語配音）[27]
- 消失吧，群青（日语：いなくなれ、群青）（2019年9月、	KADOKAWA/avex pictures） - 真邊由宇[28]
- 惡之華（2019年9月27日、Phantom Film） - 常磐文
- 夏天夜空、秋天夕陽、冬之朝、春之風 「冬之輕飄飄」（2019年10月25日、GigglyBox）- 主演・菊池綾子[29]
- 白井（2020年1月10日、松竹）- 主演・端紀
- 太陽將落而遲遲不落（2021年5月12日、東京Theatres）- 弘美
- 岸邊露伴在羅浮（2023年5月26日、Asmik Ace）- 泉京香
- 國王戰隊帝王者VS強龍者（2024年4月26日、東映） - 彌生・烏爾謝德 / 強龍紫（二代）（聲）

### 微電影
- ジュリエット×2〜恋音ミュージカル〜（2014年） - 樹里

### 電視動畫
- 寶可夢 旅途（2019年 - 2020年）- 袋獸的小孩、美咲
- Animation x Paralympic：誰是你的英雄？ episode11（2020年） - 主演・中村凜（與杉野遙亮雙掛主演）

### 劇場動畫
- 劇場版城市獵人〈新宿 PRIVATE EYES〉（2019年2月8日、Aniplex） - 進藤亞衣
- 通往夏天的隧道，再見的出口（2022年9月9日、波麗佳音） - 主演・花城杏子（與鈴鹿央士雙掛主演）
- 黑色五葉草：魔法帝之劍（2023年3月31日、松竹ODS事業室） - 米莉·麥斯威爾[30]

## 音樂作品

### 單曲
- 懐かしい未来〜longing future〜（2008年7月2日、avex trax） - バックコーラス

## 廣告
- EXILE「給珍愛的未來」電視CM（2009年）
- Alchemist
- nicola監修 model☆時尚徵選2（日语：nicola監修 モデル☆おしゃれオーディション2）（2011年，interview篇、making篇）
- nicola監修 model☆時尚徵選（日语：nicola監修 モデル☆おしゃれオーディション）プラチナ(2012年11月8日)
- Reveur モイスト&グロス×ATSUSHI ミュージックスペシャルコラボセット（2012年）
- ESS Piu「だって、Piuしてるもん」篇(2013年1月4日 - 6日)
- UULA SOFTBANK web預告CM(2014年5月-)
- au損害保険 あうて ペットの保険（2014年10月 - ）
- AbemaTV（2016年）[31]
- アパマンショップ 「Fonキャンペーン」篇
- 三星Galaxy「Galaxy S7 edge」（2017年1月 - ）

## 網路限定
- とびだすプリクラ☆キラデコレボリューション（ニンテンドーDSiウェア）
- 和田アキ子のどこまでやらせんねん!（Bee TV）第7話タイトルコール
- キキトリック（任天堂）体験映像 「ニコラ」モデル篇

## 音樂錄影帶
- alan「懷念的未來～longing future～」（2008年）
- [Champagne]（[Alexandros]舊樂團名）「涙がこぼれそう」（2013年1月23日）
- Super Junior-K.R.Y.「Promise You」（2013年1月23日）

## 書籍

### MOOK
- repipi armario（日语：レピピアルマリオ） 品牌時尚BOOK（2012年11月1日，新潮社）ISBN 4107902358
- girls! (37)（2012年11月26日，雙葉社）ISBN 4575453348

### 寫真集
- 飯豊まりえ 初寫真集《NO GAZPACHO（2018年1月5日，集英社) ISBN：9784087808315

### 雜誌
- Nico☆Puchi（日语：ニコ☆プチ）（2009年4月號－2011年6月號、新潮社）- 專屬模特兒
- Nicola（日语：ニコラ_(雑誌)）（2011年6月號 －2014年5月號、新潮社）- 專屬模特兒
- seventeen（2014年9月號－2018年7月號，集英社）- 專屬模特兒
- Oggi（日语：Oggi）（2018年8月號－、小學館）- 專屬模特兒

## 外部連結
- エイベックス・マネジメント  飯豊万理江
- 飯豊まりえオフィシャル ブログ （页面存档备份，存于）（2011年4月5日 ‐ ）
- 飯豊まりえ/marieiitoyo的X（前Twitter）
- 飯豊まりえ/marieiitoyo的Instagram帳戶
- nicola公式プロフィール 飯豊 まりえ

| 前任： 三浦力 （獸拳戰隊激氣連者） | 日本超級戰隊系列紫色戰士演員 獸電戰隊強龍者 同期：千葉繁 2013年2月17日-2014年2月9日 | 繼任： 關根勤 （烈車戰隊特急者） |